# Galata

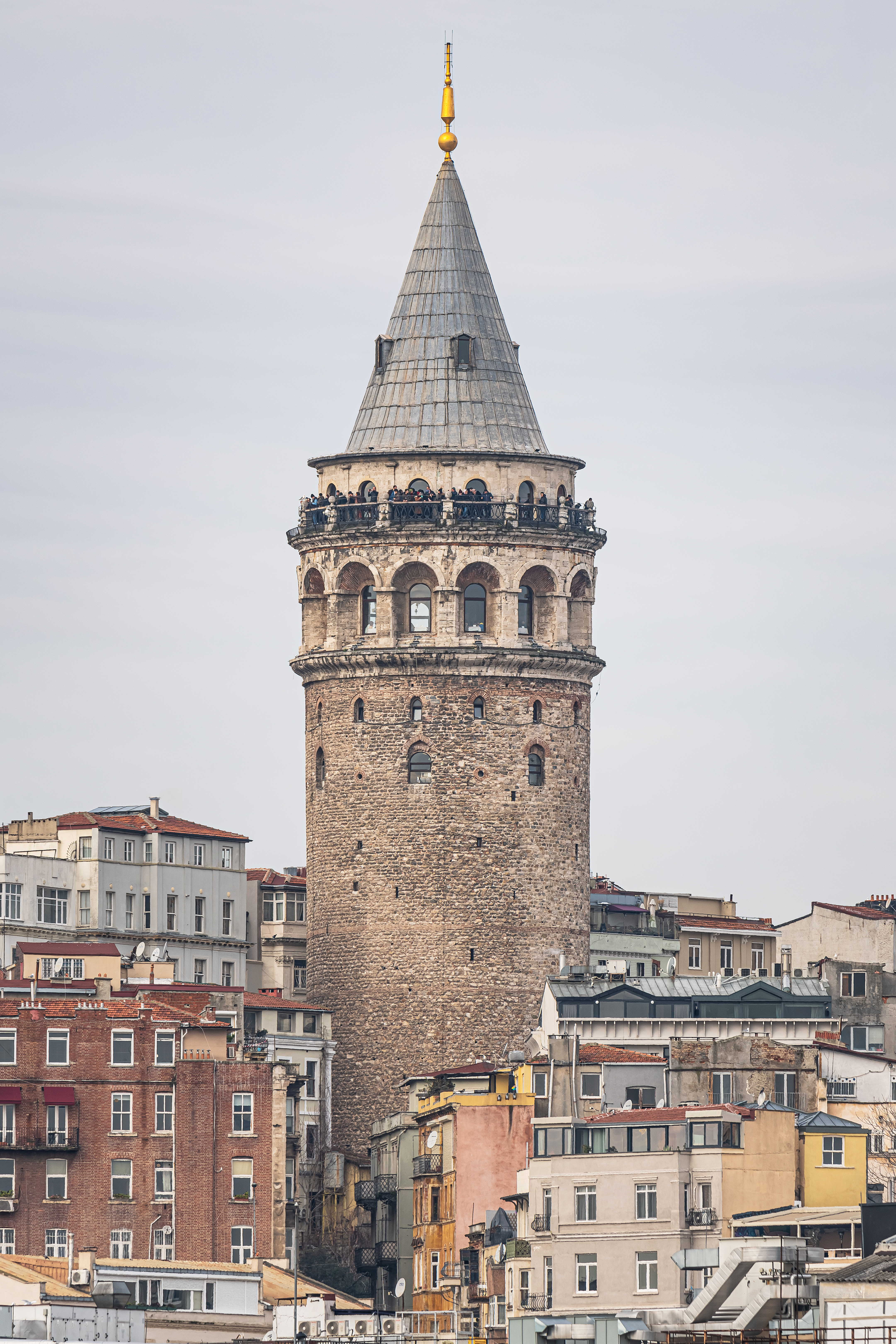
Galatská věž ze 14. století

Galata (řecky Γαλατά) nebo Galatae je městská čtvrť, která se nachází v městském obvodu Beyoğlu v evropské části Istanbulu, největšího města Turecka. Na severu je oddělen Zlatým rohem, zálivem oddělujícím historické jádro staré Konstantinopole od jiných částí. Přes Zlatý roh se dostanete přejitím Galatského mostu.

## Dějiny
První zmínka o čtvrti je z pozdního starověku, kdy se místo nazývalo Sycae. Okolo roku 425 zde bylo údajně veřejné fórum postavené císařem Honoriem, divadlo, portiková kolonáda a 435 obydlí. Pravděpodobně již v pátém století byla také čtvrť již obehnána hradbami. Od císaře Justiniána I. obdržela čtvrť plná městská práva a byla přejmenována na Iustinianopolis, nicméně posléze upadala a v 7. století byla zřejmě opuštěná. Zůstala zde pouze stará Galatská věž, kde byl upevněn jeden z konců řetězu určeného k obraně Zlatého rohu.
V jedenáctém století zde byla velká židovská komunita, která čítala okolo 2500 lidí. V roce 1171 bylo podniknut útok na nedaleké janovské osídlení, který císař Manuel I. Komnenos použil jako záminku k uvěznění benátských občanů v celé Byzantské říši a ke konfiskaci jejich majetků, přestože Janované tvrdili, že za útokem Benátčané nestáli. Později v roce 1203 byla při čtvrté křížové výpravě zničena židovská čtvrť i stará Galatská věž.
V roce 1261 opět ovládali oblast Byzantinci, ale císař Michael VIII. Palaiologos ji dal Janovské republice v souladu s Nymfaionskou smlouvou. Dohoda byla upřesněna v roce 1303 a její součástí byl zákaz, aby Janované svou kolonii opevnili. Ti na tuto část smlouvy nedbali a naopak ještě v rámci opevňování rozšiřovali své území, která ovládali až do roku 1453. Jejich zdi, včetně Galatské věže z poloviny 14. století, přežily až do 19. století, kdy byly rozebrány v rámci rozšiřování města. Dnes jich zbývá jen malý kousek zahrnující Galatskou věž. Další historickou památkou z této doby je kostel svatého Pavla, který byl postaven dominikány v roce 1233 během Latinského císařství. Dnes se nazývá arabská mešita, neboť byl v roce 1492 dán k užívání Arabům, kteří uprchli ze Španělska před španělskou inkvizicí a přišli do Cařihradu.
Podle této čtvrti se nazývá významný turecký fotbalový klub Galatasaray SK, který zde byl v roce 1905 založen blízko střední školy Galatasaray Litesi.